# Carlo Azzini
Carlo Azzini (Soresina, 19 luglio 1935 – Soresina, 12 gennaio 2020) è stato un ciclista su strada italiano.

## Carriera
Professionista dal 1958 al 1964 ottenne due successi in carriera ed alcuni piazzamenti importanti nelle corse in linea del panorama ciclistico italiano, fra cui spiccano i due secondi posti al Gran Premio Industria e Commercio di Prato nel 1959 ed alla Tre Valli Varesine 1961; corse due edizioni del Tour de France e sei del Giro d'Italia.

## Palmares
- 1958 (San Pellegrino, una vittoria)

Classifica Generale Giro di Sicilia
- 1959 (Legnano, una vittoria)

Giro delle Alpi Apuane

### Altri successi
- 1962 (Carpano, una vittoria)

Criterium di Altopascio

## Piazzamenti

### Grandi Giri
- Giro d'Italia

1958: 28º
1959: ritirato
1960: 35º
1961: 29º
1962: ritirato
- Tour de France

1962: 42º
1963: ritirato

### Classiche monumento
- Milano-Sanremo

1958: 121º
1960: 69º
1961: 67º
- Parigi-Roubaix

1961: 87º
- Giro di Lombardia

1958: 27º
1959: 21º
1960: 88º
1961: 15º
1963: 16º
1964: 23º